# 吴增芥
吴增芥（1906年12月16日—2005年3月31日），中国教育心理学家、苏州大学教育学院教授、政府特殊津贴获得者、九三学社社员。
吴增芥教授出生于江苏省江阴县一个教育世家，1925年考进国立中央大学教育系，1929年1月大学毕业，获教育学士。他曾在中大实验学校、苏州女子师范、浙江大学师范学院、苏州社会教育学院等单位任职。中华人民共和国成立后，曾在无锡苏南文化教育学院工作，1952年以后一直在江苏师范学院和苏州大学工作，曾任苏州大学心理学教研组长、江苏省心理学会副理事长，1987年8月退休。
吴增芥长期从事教育心理学的教学和研究工作。他的父亲吴研因也是著名的教育家。在父亲的影响下，青少年时代就热心研究新教育。在中大求学时，一面读书，一面在中大实验学校参加儿童心理实验工作。大学毕业之后60多年，为心理科学在教育领域的应用，及推进中小学教育科学化作出了很多贡献。
他从1930年代起就发表研究成果，先后出版了《理想的培育法》、《学习心理》、《心理学与小学教育》等著作6部，论文50多篇。1933年他和父亲吴研因合作完成、由商务印书馆出版的《小学教材研究》是中国最早利用儿童心理学来研究小学教育的著作，影响了中国小学教育几十年。因此，该书被国家列为1949年以前中国学术名著。
吴增芥因病医治无效，于2005年3月31日上午8点30分在苏州逝世，享年100岁。

## 其他主题
- 苏州大学
- 心理学
- 中国心理学会
- 江苏省心理学会
- 苏州市心理学会